# Giulio Leoni
Giulio Leoni, noto anche con lo pseudonimo di J.P. Rylan (Roma, 12 agosto 1951), è uno scrittore italiano.

## Biografia
Narratore e autore di testi poetici e critici, si laurea in lettere moderne con tesi sui linguaggi della poesia visiva. Oltre a collaborare con saggi e testi creativi alle maggiori pubblicazioni specializzate, negli anni ottanta fonda e dirige la rivista “SYMBOLA  - scritti di/sulla comunicazione estetica”, di cui uscirono otto numeri tra il 1983 e il 1985. Dedicata alla poesia contemporanea, in un momento storico in cui mentre era ancora viva l’esperienza sperimentale delle Neo Avanguardie cominciava a prendere corpo quella che poi sarà definita la stagione della Parola Innamorata e del neo-metricismo, la rivista ospitò scritti critici e versi tra gli altri di Edoardo Sanguineti, Giorgio Barberi Squarotti, Carlo Villa, Lamberto Pignotti, Ciro Vitiello, Rubina Giorgi, Giovanna Sandri, Nicola Paniccia, nonché opere di giovani autori che poi avrebbero dato vita a un loro originale percorso poetico, come Giuliano Mesa, Milena Nicolini, Mario Moroni, Biagio Cepollaro, Lello Voce. Alla pubblicazione della rivista si affiancò negli stessi anni la stampa di alcuni volumetti di prosa e di poesia, sotto la sigla “Symbola Ed.”.
Ha insegnato a lungo nelle scuole superiori e poi per alcuni anni Teoria e tecniche della scrittura creativa presso l'università "la Sapienza" di Roma.
A questa sua attività si accompagna nel tempo un crescente interesse per la narrativa, cui si dedica realizzando una serie di romanzi e racconti del mistero per lo più ambientati in epoche passate e basati su suggestivi enigmi storici, come nel ciclo dedicato alle avventure investigative di Dante Alighieri.
In altri scritti affronta poi temi più decisamente legati al giallo, l'avventura, la fantascienza e l'orrore, esplorando pressoché tutto il campo del fantastico.
Tra gli autori italiani di genere più conosciuti all'estero (sue opere sono state tradotte in una trentina di paesi), alla produzione maggiore affianca una serie di romanzi per ragazzi in cui rielabora i suoi temi in forme adatte a un lettore giovanile.
Ha collaborato inoltre con Il Falcone Maltese, rivista dedicata al noir, dove curava una rubrica dedicata ai prodromi della narrativa poliziesca.
Nel 2000 vince il Premio Tedeschi per il romanzo Dante Alighieri e i delitti della Medusa, e nel 2006 il Premio Lunigiana per la narrativa giovanile.
Con lo pseudonimo J.P. Rylan ha pubblicato dal 2006, sempre con Mondadori, il ciclo fantasy di Anharra. L'autore ha mantenuto fino al 2009 il riserbo su questa parte della sua produzione. Nelle alette interne delle sue opere, nello spazio dedicato alla biografia, si leggeva solamente:
(J.P. Rylan)

## Opere

### Ciclo di Dante Alighieri
- I delitti della medusa, 2000, Il Giallo Mondadori n. 2707
- I delitti del mosaico, 2004, Arnoldo Mondadori Editore, ISBN 88-04-53827-9; Le Strade del Giallo n. 45, la Repubblica; Il Giallo Mondadori n. 2896
- I delitti della luce, 2005, Mondadori, ISBN 88-04-53915-1; Il Giallo Mondadori n. 2924; Codice Mistero n. 9, la Repubblica
- La crociata delle tenebre, 2007, Mondadori, ISBN 978-88-04-56223-8
- La sindone del diavolo, 2014, Editrice Nord, ISBN 978-88-42923213
- Il manoscritto delle anime perdute, 2017, Editrice Nord
- I delitti dei nove cieli. Un'indagine di Dante Alighieri, 2019, Editrice Nord
- L'ultimo segreto di Dante, 2021, Editrice Nord

### Ciclo di Anharra (come J.P. Rylan)
- Il trono della follia, 2006, Mondadori
- Il santuario delle tenebre, 2007, Mondadori
- L'eredità di sangue o Il cerchio del destino, 2012, Millemondi n.58, Mondadori (nello stesso volume sono riportati alternativamente i due titoli)

### Altri romanzi
- La donna sulla Luna, 2002, Il Giallo Mondadori n. 2775; Mondadori Oscar Bestsellers, 2007, ISBN 978-88-04-57021-9
- E trentuno con la morte..., 2003, Mondadori Oscar Bestsellers, ISBN 978-88-04-56941-1; I Classici del Giallo Mondadori; 2020, TEA, ISBN 978-8850259106
- Il trionfo della volontà, raccolto in Ombre e nebbie, 2005, Aliberti editore, ISBN 88-7424-099-6
- La compagnia dei serpenti - Il deserto degli spettri, 2006, Mondadori, ISBN 978-88-04-55485-1
- La compagnia dei serpenti - Il sepolcro di Gengis Khan, 2007, Mondadori, ISBN 978-88-04-56525-3
- La regola delle ombre, 2009, Mondadori, ISBN 978-88-04-57604-4
- La ladra di Cagliostro, 2010, Mondadori, ISBN 978-88-04-59615-8
- La sequenza mirabile, 2010, Mondadori, ISBN 978-88-04-59940-1
- La porta di Atlantide, 2011, Mondadori, ISBN 978-88-04-60883-7
- Il testamento del Papa, 2013, Nord
- A mezzanotte sul ponte scialuppe, 2013, Newton Compton
- L'occhio di Dio, 2015, Nord, ISBN 978-88-42-92659-7

### Saggi
- Perfide menti: Da Fu Manchu alla Mano Nera, i nostri antenati malvagi, 2016
- La nube di Oort: psicopatologia del cretino quotidiano, 2016
- Dante: Ritratto dal vivo, 2016
- Il mito di Atlantide, 2020
- Mameli: un grande romanzo storico sull'inno che fece l'Italia, 2024; Premio Biagio Agnes 2024, categoria Premio Saggista e Scrittore[4]

### Antologie di racconti
- Grotteschi e arabeschi

### Racconti
- Meraviglia, il bello della guerra, 2003, in Il Futuro nel sangue, R&D
- Un delitto al tempo delle meraviglie, 2003, in Investigare l'ignoto, Addictions Magenes
- Collaborando con il boia, 2004, in Misteri di Natale, San Paolo
- L'urlo in fondo alle scale, 2004, in Mondi incantati, Nexus
- Prove di immortalità nella Maremma laziale, 2004, in Giallo Natale, Mondolibri
- Niente è quello che sembra, 2005, in Giallo Sole, Mondolibri
- Fascismo=Velocità+Ardore, 2005, in Fez, struzzi e manganelli, Sonzogno
- La morte in casa de' Bardi, 2005, in Se l'Italia, Vallecchi
- Delirio cromatico, 2005, in Roma Fantastica, Alacran
- Il romanzo di Urania, 2005, in Viaggio a mondi incantati, Nexus
- La fortuna di Cino e Franco, 2005, in La fortuna fugge in là, Alberto Perdisa Editore
- Cena elettrica e dinamismo di sensazioni, con fuga, 2006, in Giallo Uovo, Mondolibri
- Suggerimento degli spiriti, 2006, in Crimini etruschi, Laurum
- Bellezza dei ponti e calcolo delle probabilità, 2006, in Sette colli in nero, Alacran
- Donna non vidi mai simile a questa, 2006, in Giallo Fiamma, Mondolibri
- Nihil boni ex Africa, 2007, in M-Rivista del Mistero n. 3
- Sed efficiente malum, 2007, in Anime nere, Mondadori
- Disarmonia delle sfere, 2007, in Giallo Oro, Mondolibri
- Questo dicono i morti, 2007, in Porcokiller, Morganti
- Il settimo pilastro, 2007, in Giallolatino, Books
- La scuola è una grande famiglia, 2008, in Family day, Sperling&Kupfer
- Storia del mercante e dell'imperatore, 2008, in History&Mistery, Piemme
- Il modello di Lovecraft, 2008, in Nel nome di Lovecraft, Bottero Edizioni
- L'imperatore non regnerà, 2010, in Delitto capitale, Hobby & Work
- A mezzanotte sul ponte scialuppe, 2013, in Estate in giallo